# Kristendomskritik
Kristendomskritik eller kritik af kristendommen er forskellige argumenter og kritikpunkter rettet mod kristendommen som religion, dens doktriner, praksisser og institutioner. Denne kritik kan komme fra forskellige perspektiver, herunder ateistiske, agnostiske, sekulære, andre religiøse eller endda inden for kristendommen selv.
Kristendomskritik har eksisteret i mange århundreder, men der er tegn på, at den er blevet mere udbredt og omfattende i moderne tid. I den moderne tidsalder er kristendommen især blevet mødt af en substantiel kritik fra en lang række ideologer og bevægelser som marxismen, liberalismen, nyateismen, LGBTQ-bevægelsen og feminismen.

## Former for kritik
Her er nogle af de mest almindelige former for kristendomskritik:

### Historisk og videnskabelig kritik
Den historiske og videnskabelige kritik af kristendommen stiller spørgsmål ved Bibelens nøjagtighed og troværdighed som historisk dokument samt dens overensstemmelse med moderne videnskabelige opdagelser. Kritikere hævder, at mange af de centrale fortællinger i Bibelen er myter eller allegorier og ikke bogstaveligt sande. De peger også på, at den videnskabelige forståelse af universet, Jordens alder og livets udvikling strider mod de beskrivelser, der findes i Bibelen. Nogle kritikere argumenterer for, at de historiske beviser for Jesus' liv og gerninger er sparsomme og afhængige af kilder skrevet mange år efter hans død. Denne kritik har været en væsentlig del af den bredere diskussion om religionens rolle og relevans i en moderne, videnskabeligt informeret verden.

### Social kritik
Den sociale kritik af kristendommen fremhæver religionens rolle i historiske og moderne konflikter, dens indflydelse på sociale normer og politik, og dens bidrag til diskrimination og social kontrol. Kristendommen har været involveret i militære konflikter, såsom korstogene, hvor religiøse motiver blev brugt til at retfærdiggøre vold og erobring. Kristendommen blev også brugt som en begrundelse for kolonial erobring og undertrykkelse af oprindelige befolkninger, hvilket medførte kulturel ødelæggelse og økonomisk udnyttelse.

### Psykologisk kritik
Den psykologiske kritik af kristendommen fremhæver potentielle negative effekter på mental sundhed, herunder skyldfølelse, frygt, undertrykkelse af naturlige impulser, afhængighed af autoriteter, emotionel manipulation og hindring af personlig vækst. Disse kritikpunkter er blevet diskuteret og analyseret af psykologer og forskere, som undersøger religionens komplekse indvirkning på individers psykologiske velbefindende.

## Kendte kritikere af kristendommen

### Ludwig Feuerbach
Ludwig Feuerbach skrev bogen “Das Wesen des Christentums”. Heri hævdede han, at kristendommens forestillinger om Gud er en projektion af menneskets egne ønsker.

### Karl Marx
Karl Marx var en tysk filosof, økonom, sociolog og politisk teoretiker, der er mest kendt for sin kritik af kapitalismen og for at udvikle teorien om kommunisme. Marx havde også en betydelig kritik af kristendommen, som han betragtede som et redskab til social kontrol og en hindring for menneskelig frigørelse. Hans synspunkter om religion er primært udtrykt i værker som "Det Kommunistiske Manifest".
Marx så kristendommen som en trøst for de undertrykte, som hjælper dem med at udholde deres lidelser ved at tilbyde en illusion om fremtidig belønning i et liv efter døden. Denne trøst forhindrer dem i at se deres reelle materielle og sociale forhold og dermed også i at organisere sig for at ændre disse forhold.

### Mikhail Bakunin
En af de mest fremtrædende anarkistiske bøger, der kritiserer kristendommen, er "Gud og staten"af Mikhail Bakunin. Bakunin var en russisk revolutionær og en af grundlæggerne af anarkismen som politisk filosofi. I "Gud og staten" fremsætter han en skarp kritik af religionens rolle i at opretholde autoritære strukturer og undertrykke menneskelig frihed.
Han fremmer sekularisme, videnskabelig rationalitet og individuel frihed som vejen frem for et mere retfærdigt og frit samfund. Denne bog er afgørende for forståelsen af anarkistisk kritik af religion og dens rolle i samfundet.

### John Stuart Mill
Den liberalistiske filosof John Stuart Mill argumenterer for, at individets frihed skal være ukrænkelig, så længe det ikke skader andre. Han kritiserer kristendommen for at fremme moralske og sociale normer, der begrænser personlig frihed.
Mill er kritisk over for den moralske autoritet, som religion påtager sig, og argumenterer for, at moral bør baseres på menneskelig erfaring og rationalitet snarere end religiøse dogmer. Han fremmer en sekulær tilgang til politik og samfund, hvor religiøse doktriner ikke skal diktere lovgivning og offentlig politik.

### Friedrich Nietzsche
Friedrich Nietzsche var en tysk filosof, kulturkritiker, digter og filolog, der er kendt for sin dybtgående kritik af kristendommen og dens indflydelse på vestlig kultur og moral. Nietzsche mente, at kristendommen fremmede svaghed, undertrykte menneskelig potentiale og hæmmede individualitet. Hans kritik er en central del af hans filosofi og er især fremtrædende i værker som "Antikrist”
I "Antikrist" angriber Nietzsche kristne værdier som medfølelse, kærlighed og tilgivelse. Han så disse værdier som svagheder, der tjente til at beskytte de svage og undertrykke de stærke. Nietzsche mente, at disse værdier stred mod livet og fremmede en livsfornægtende holdning.

### Sigmund Freud
Sigmund Freud var en østrigsk neurolog og grundlægger af psykoanalysen. Han er kendt for sin omfattende teori om det menneskelige sind og dets udvikling, samt for sine indsigter i de psykologiske mekanismer bag adfærd og mental sundhed.
Freud betragtede religion som en illusion og en form for ønsketænkning, som mennesker bruger til at håndtere de fundamentale frygt og usikkerheder i livet. Hans kritik af religion, herunder kristendommen, er dybtgående og kan ses i flere af hans værker.

### Aleister Crowley
Aleister Crowley var en britisk okkultist, mystiker og forfatter, som var kendt for sin omfattende kritik af kristendommen. Hans kritik var ofte direkte, provokerende og indlejret i hans egne spirituelle og filosofiske overbevisninger.
Crowley kritiserede kristendommen for at undertrykke individualitet og personlig frihed. Han mente, at kristendommen pålagde sine tilhængere moralske og adfærdsmæssige regler, der hæmmede deres naturlige ønsker og potentialer.
Crowley havde et dybt kritisk syn på den kristne Gud, som han betragtede som en tyrannisk og begrænsende figur. Han opfattede kristendommen som en religion, der fremmede frygt og underkastelse snarere end oplysning og personlig vækst.

### Mahatma Ghandi
Mahatma Gandhi var en ledende figur i Indiens kamp for uafhængighed og en indflydelsesrig åndelig leder, som havde en kompleks og nuanceret kritik af kristendommen. Hans kritik var ikke af Jesus Kristus selv, som han respekterede dybt, men snarere af de måder, hvorpå kristendommen blev praktiseret og fremmet, især af vestlige missionærer og kolonimagter. Gandhi var kritisk over for kristendommens eksklusivistiske påstande om at være den eneste sande vej til frelse. Han fandt, at denne holdning skabte splid og intolerance mellem forskellige religiøse grupper. Gandhi mente, at alle religioner indeholder aspekter af sandheden og bør behandles med gensidig respekt.

### Frantz Fanon
Frantz Fanon (1925-1961) var en indflydelsesrig postkolonial tænker, psykiater og revolutionær, der kritiserede den europæiske kolonialisme og dens psykologiske og kulturelle virkninger på de koloniserede folk. Hans værker indeholder også en omfattende kritik af kristendommen, især hvordan den blev brugt som et redskab til kolonial undertrykkelse og kulturel dominans. Fanons mest berømte værker, der berører disse emner, inkluderer "The Wretched of the Earth" og "Black Skin, White Masks".
Fanon argumenterer for, at kristendommen blev brugt som et redskab til at retfærdiggøre kolonial undertrykkelse og vold. Missionærer spillede en central rolle i at indføre og forankre europæiske værdier og moral i koloniserede samfund. Kristendommen bidrog til at indpode en følelse af underlegenhed og passivitet hos de koloniserede folk. Fanon ser religion som en måde at pacificere befolkningen ved at love belønninger i efterlivet i stedet for at opmuntre dem til at kæmpe for retfærdighed og frihed i det nuværende liv.

### Bertrand Russel
Bertrand Russell var en britisk filosof, logiker, matematiker, historiker og samfundskritiker. Han var en af de mest fremtrædende tænkere i det 20. århundrede og spillede en central rolle i udviklingen af analytisk filosofi. Udover sine bidrag til logik og matematik, er Russell kendt for sin omfattende kritik af kristendommen. Hans synspunkter er mest berømt fremsat i hans essay "Why I Am Not a Christian"
Russell afviste mange af kristendommens centrale doktriner, såsom eksistensen af Gud, mirakler og Jesu opstandelse, som værende uforenelige med rationel tænkning og videnskabelig metode. Han argumenterede for, at der ikke er tilstrækkelige beviser for disse påstande, og at de ofte strider mod videnskabelig forståelse af verden.
Russell kritiserede den kristne moral for at være undertrykkende og skadelig. Han mente, at kristendommen fremmer skyldfølelse, særligt i forbindelse med seksualitet, og at den har været brugt til at retfærdiggøre undertrykkelse af kvinder, homoseksuelle og andre grupper.

### Albert Camus
Albert Camus var en fransk forfatter, som især er kendt for sin udforskning af livets absurditet. I "Myten om Sisyfos" argumenterer Camus for, at livet er meningsløst, og at forsøg på at finde iboende mening (som i religion) er absurd. Camus mente, at mennesker skal konfrontere denne absurditet og finde mening gennem deres egne handlinger og oplevelser. Han afviste kristne forklaringer som flugtmuligheder fra den virkelige og udfordrende opgave at skabe mening i en meningsløs verden.

### Jean-Paul Sartre
Sartre var en ateistisk eksistentialist, som mente, at kristendommen, var en form for dårlig tro ("mauvaise foi"), hvor mennesker undgik deres frihed og ansvar ved at underkaste sig en ekstern autoritet eller højere magt. I stedet opfordrede Sartre til, at mennesker skulle acceptere deres frihed til at skabe deres egen mening i livet uden at henvise til en guddommelig plan eller forudbestemt skæbne. Han så religiøs tro som en måde at flygte fra den ubehagelige virkelighed af menneskets fulde ansvar for sine handlinger og valg.

### Alan Watts
Alan Watts var en britisk-amerikansk filosof, forfatter og taler, kendt for at popularisere østlig filosofi i Vesten. Han kritiserede kristendommen for dens dualistiske verdenssyn og dens adskillelse af mennesket fra det guddommelige. Watts mente, at kristendommens dogmatisme og fokus på synd skabte en unødvendig følelse af skyld og adskillelse. Han fremmede en ikke-dualistisk forståelse af virkeligheden, inspireret af Zen-buddhisme og taoisme, hvor mennesket ses som en integreret del af universets naturlige orden.

### Anton La Vey
Anton LaVey var en amerikansk forfatter og grundlægger af Church of Satan, en organisation, der blev etableret i 1966 og er kendt for at popularisere moderne satanisme. Hans vigtigste værk, "The Satanic Bible," er blevet en central tekst for mange, der identificerer sig som satanister. LaVey's satanisme er primært filosofisk og symbolsk snarere end teistisk, hvilket betyder, at den ikke nødvendigvis indebærer en bogstavelig tro på en overnaturlig Satan.
LaVey kritiserede kristendommen for dens hykleri. Han mente, at mange kristne prædiker moral og barmhjertighed, men ofte handler på måder, der er voldelige, intolerante og undertrykkende. Han så dette som en grundlæggende uærlig og dobbeltmoralsk adfærd.
LaVey var kritisk over for kristendommens fokus på synd og skyld, som han mente skabte unødvendig psykisk lidelse og hæmmede personlig vækst. Han så kristendommens moral som kunstig og skadelig, idet den skaber skyldfølelse over naturlige menneskelige impulser.

### Osho
Osho var en indisk guru og spirituel lærer, der grundlagde Rajneesh-bevægelsen. Han kritiserede kristendommen for dens moralistiske og dogmatiske tilgang til livet, som han mente undertrykte naturlige menneskelige impulser og frihed. Osho var især kritisk over for kristendommens syn på seksualitet og dens forsøg på at kontrollere individets liv. Han promoverede en mere fri og eksperimenterende tilgang til spiritualitet, som fokuserede på personlig oplysning og oplevelse.

### Christopher Hitchens
Christopher Hitchens var en britisk-amerikansk forfatter, journalist og samfundsdebattør, kendt for sin skarpe kritik af religion. Hitchens var en fremtrædende intellektuel og en af de mest markante stemmer i den nyateistiske bevægelse.
Hitchens var en markant kritiker af religion, især kristendommen. Hans arbejde, især "God Is Not Great," tilbyder en omfattende kritik af religionens indflydelse på individ og samfund. Hitchens mente, at religion ofte fremmer vold, intolerance og undertrykkelse, og argumenterede for, at et sekulært og rationelt baseret samfund er at foretrække.

### Ram Dass
Ram Dass var en amerikansk spirituel lærer og forfatter, som er kendt for sin bog "Be Here Now." Han kritiserede kristendommen for dens dogmatiske og eksklusive natur, som han mente begrænsede menneskelig åndelig vækst. Ram Dass var inspireret af hinduistisk bhakti (hengivenhed) og advaita (ikke-dualitet), og han opfordrede til en mere åben og inkluderende tilgang til spiritualitet, der respekterede forskellige religiøse erfaringer og praksisser.

### Margot Adler
Margot Adler var en fremtrædende forfatter, journalist og nyhedensk aktivist, som er bedst kendt for sin tekst "Drawing Down the Moon: Witches, Druids, Goddess-Worshippers, and Other Pagans in America" (1979). Hun var en central figur inden for den moderne nyhedenske bevægelse, og hendes værker og synspunkter har været med til at forme og legitimere nyhedenskab som en seriøs religiøs vej.
Adler var kritisk over for kristendommens patriarkalske strukturer, som hun mente havde marginaliseret kvinder og feminine guddomme. Hun så kristendommen som en religion, der historisk set har fremmet mandligt hierarki og kontrol, på bekostning af kvindelig spiritualitet og magt.
I kontrast til dette fremmede Adler nyhedenskab, som ofte fejrer kvindelige guddomme og inkluderer kvinder i lederskabsroller. Hun mente, at genoplivelsen af gudindetilbedelse var en måde at genoprette balancen mellem kønnene og fremme ligestilling.

### Richard Dawkins
Richard Dawkins er en fremtrædende britisk evolutionsbiolog og ateistisk forfatter, som er kendt for sin skarpe kritik af kristendommen. I "The God Delusion" fremlægger Dawkins en omfattende kritik af religion, med særligt fokus på kristendommen. Han argumenterer for, at tro på Gud er irrationel og skadelig for samfundet.
Dawkins argumenterer for, at tro på Gud er uforenelig med videnskabelig tænkning. Han mener, at religion fremmer en form for tro, der ikke kræver evidens og dermed modarbejder den rationelle og empiriske tilgang, som videnskaben repræsenterer.
Dawkins påpeger, at kristendommen har været årsag til mange konflikter og krige gennem historien. Han kritiserer religiøs tro for at skabe splid og intolerance og mener, at den bidrager til vold og undertrykkelse.

### Sam Harris
Sam Harris er en amerikansk forfatter, filosof, neuroforsker og en af de mest fremtrædende skikkelser inden for nyateismen. Han er kendt for sin skarpe kritik af religion, inklusive kristendommen, som han ser som skadelig for menneskelig rationalitet og samfundsmæssig fremskridt. Harris har skrevet flere bøger, hvor han udforsker disse emner, herunder "The End of Faith" og "Letter to a Christian Nation."
Harris argumenterer for, at religiøs tro ofte fører til vold og konflikt. Han hævder, at de absolutte sandheder, der findes i religiøse tekster, herunder Bibelen, kan motivere ekstremisme og intolerance, hvilket kan føre til voldelige handlinger og terrorisme.
En central kritik i "The End of Faith" er, at religiøs tro generelt, og kristen tro specifikt, ikke er baseret på rationelle beviser. Harris mener, at tro på overnaturlige væsener og begivenheder strider mod videnskabelig tænkning og fremmer en kultur, hvor irrationel tænkning kan trives.

### Shirin Ebadi
Shirin Ebadi er en iransk advokat, dommer, menneskerettighedsforkæmper og nobelprisvinder, der har kritiseret kristendommen fra et muslimsk perspektiv, især i relation til vestlige landes handlinger og politikker.
Ebadi har fremhævet, at vestlige regeringer ofte retfærdiggør deres handlinger med moralske og demokratiske værdier, men i praksis viser de en dobbeltmoral ved at støtte autoritære regimer, når det passer deres strategiske interesser. Hun mener, at dette hykleri underminerer de værdier, som vestlige samfund hævder at fremme, og skader deres troværdighed globalt.

### Alain de Benoist
Alain de Benoist er en fransk filosof, politisk tænker og forfatter, der er kendt som en af hovedskikkelserne bag den europæiske ny højrebevægelse (Nouvelle Droite). Han har skrevet omfattende om emner som kultur, identitet, religion og politisk filosofi. De Benoist er også kendt for sin kritik af kristendommen, som han mener har haft en negativ indflydelse på vestlig civilisation.
De Benoist ser sekulariseringen i moderne samfund som en konsekvens af kristendommen. Han mener, at kristendommen har banet vejen for en sekulær kultur, der mangler dybere åndelig og kulturel substans. Dette forfald har ifølge ham ført til kulturel relativisme og tab af identitet.

### Eckhart Tolle
Eckhart Tolle er forfatter af "The Power of Now" og "A New Earth” og kritiserer kristendommens fokus på synd og skyld, som han mener skaber unødvendig psykisk lidelse. Tolle fremmer en tilgang til spiritualitet, der fokuserer på bevidst tilstedeværelse og nuets kraft, og han ser dette som en vej til at overvinde de begrænsninger og negative mønstre, der ofte er forbundet med traditionelle religiøse doktriner.

### Starhawk
Starhawk (født Miriam Simos i 1951) er en amerikansk forfatter, aktivist og ledende figur inden for den moderne heksbevægelse og nyhedenskab, især Wicca. Hun er også en fremtrædende fortaler for feministisk spiritualitet og økologi. Hendes mest kendte værk er "The Spiral Dance: A Rebirth of the Ancient Religion of the Great Goddess", som har haft en betydelig indflydelse på nyhedenske og feministiske bevægelser.
Starhawk kritiserer kristendommen for at opretholde patriarkalske strukturer, der marginaliserer kvinder. Hun mener, at kristendommen historisk set har undertrykt kvindelig magt og spiritualitet ved at eliminere feminine guddomme og erstatte dem med en mandsdomineret gudsforestilling.
I modsætning til kristendommens fokus på en mandlig gud, fremmer Starhawk en spirituel praksis, der inkluderer og ærer kvindelige guddomme og feminine principper. Hun ser dette som afgørende for at genoprette balance og ligestilling.

### Michael W. Ford
Michael W. Ford er en moderne satanist, okkultist og forfatter, der har skrevet mange bøger om Luciferianisme og satanisme. Han er kendt for sin kritik af kristendommen og andre organiserede religioner. Hans værker udforsker ofte esoteriske emner og fremmer en filosofi baseret på personlig frihed, magi og selvforståelse.
Michael W. Ford's bøger er kendt for deres detaljerede udforskning af okkult praksis og deres radikale kritik af kristendom. Hans værker fremhæver en filosofi, der søger at frigøre individet fra religiøse dogmer og fremme personlig empowerment gennem esoterisk viden og magisk praksis.

## Moderne kristendomskritiske bevægelser
Moderne kristendomskritiske bevægelser i den vestlige verden omfatter en række grupper og initiativer, der kritiserer kristendommens indflydelse på samfundet:

### Marxisme
Marxismen er en politisk og økonomisk teori, der blev udviklet af Karl Marx og Friedrich Engels i det 19. århundrede. Den har spillet en central rolle i udviklingen af kritiske analyser af religion, herunder kristendommen. Marxistisk kritik af kristendommen er dybt forankret i en materialistisk og historisk forståelse af samfund og ideologi.
Marx og Engels ser religion som en del af overbygningen i samfundet, der tjener til at opretholde magthaveres kontrol over de arbejdende klasser. Religion retfærdiggør og legitimerer eksisterende sociale strukturer og uligheder.
Religion skaber en falsk bevidsthed blandt de undertrykte, idet det får dem til at acceptere deres elendighed som guddommelig vilje eller naturlig orden snarere end som et resultat af økonomisk udbytning.

### Anarkisme
Anarkister kritiserer kristendommen for at fremme hierarkiske og autoritære strukturer, både i kirken og i samfundet. De mener, at religion ofte bruges til at legitimere magtstrukturer og undertrykkelse.
Anarkister afviser den moralske autoritet, som religioner hævder at besidde, og fremmer i stedet individuel frihed og ansvar. De ser kristendommens moral som et middel til social kontrol.
Ligesom Marxister mener anarkister, at religion afleder folks opmærksomhed fra de virkelige årsager til deres undertrykkelse og misbrug, hvilket forhindrer dem i at tage kollektiv handling.

### Psykoanalyse
Den klassiske psykoanalyse indeholder en kritik af kristendommen, idet den ser kristendomme som udtryk for ønsketænkning. Denne forståelse af kristendommen findes blandt andet hos psykoanalysens grundlægger Sigmund Freud.

### Antikolonialisme og postkolonialisme
Antikoloniale og postkoloniale bevægelser kritiserer kristendommen for dens rolle i kolonialisme, hvor missionærer ofte arbejdede sammen med kolonimagter for at omvende lokale befolkninger og undertrykke oprindelige religioner og kulturer.
Kristendommen kritiseres for at fremme vestlige værdier og normer på bekostning af lokale traditioner og skikke, hvilket har ført til kulturel homogenisering og tab af kulturel diversitet. Kristendommen ses som en medvirkende faktor til den historiske undertrykkelse af ikke-vestlige folk og kulturer.

### Eksistentialisme
Eksistentialismen er en fransk filosofi, der indeholder en kritik af kristendommen. Disse eksistentialister mener, at kristendommen undertrykker individets frihed og ansvar. Ateistiske eksistentialister som Sartre kritiserer religion for at underminere individets frihed og ansvar ved at tilbyde eksterne autoriteter eller forhåndsbestemte meninger.

### Absurdisme
Den absurde filosofi blev grundlagt af Albert Camus, der ser kristendommen som en tankegang, der tilhører den førmoderne verden. Camus mente, at det moderne menneske blev konfronteret med det absurde i erkendelsen af, at den kristne Gud ikke findes,

### Nyateisme
Nyateismen er en bevægelse, der opstod i begyndelsen af det 21. århundrede og er kendt for sin direkte og kompromisløse kritik af religion, herunder kristendommen. Nogle af de mest kendte skikkelser i denne bevægelse er Richard Dawkins, forfatter af "The God Delusion”, Christopher Hitchens, forfatter af "God Is Not Great: How Religion Poisons Everything," Sam Harris, forfatter af "The End of Faith”, og Daniel Dennett, forfatter af "Breaking the Spell." Deres værker har haft en betydelig indflydelse på den moderne debat om kristendommens rolle i samfundet og fremmer en sekulær, humanistisk tilgang til etik og livsstil.

### Sekulær humanisme
Sekulær humanisme er en filosofisk bevægelse, der fremmer humanistiske værdier og etiske principper uden reference til kristne doktriner. Humanister argumenterer for, at mennesker kan leve et godt og meningsfuldt liv baseret på fornuft, videnskab og medfølelse.

### Spirituel humanisme
Spirituel humanisme kombinerer humanistiske værdier med en åndelig dimension, ofte uden at være bundet til en specifik religiøs tradition. Spirituel humanisme kritiserer kristendommens overnaturlige elementer og fremmer en rationel, etisk livsstil baseret på menneskelig erfaring og videnskab. Bevægelsen lægger vægt på personlig frihed og autonomi, og kritiserer kristendommen for at undertrykke individuel frihed gennem dogmatiske regler og kontrol.

### Nyhedenskab
Nyhedenskab er en moderne religiøs bevægelse, der genopliver og rekonstruerer førkristne religioner som Wicca, asetro og keltisk religion. Nyhedenskab fungerer som en kritik af kristendommen ved at udfordre mange af de centrale doktriner og praksisser i kristendommen.

### Feminisme
Feministiske kritikere udfordrer kristendommens rolle i at opretholde patriarkalske strukturer og undertrykke kvinders rettigheder gennem forskellige analyser og tilgange.
Feministiske kritikere peger på, hvordan kristendommen historisk set har bidraget til undertrykkelse af kvinder. Eksempler inkluderer hekseprocesserne, hvor tusindvis af kvinder blev anklaget for hekseri og henrettet, samt den generelle marginalisering af kvinder i kirkelige og teologiske sammenhænge.
Kristendommen har i mange tilfælde været en modstander af kvinders rettigheder, herunder retten til prævention, abort og adgang til visse erhverv. Religiøst motiveret lovgivning har ofte begrænset kvinders autonomi over deres egne kroppe og livsvalg.
Kristendommen har historisk set udøvet kontrol over kvinders seksualitet, både gennem moralske læresætninger og juridiske love. Dette inkluderer fordømmelse af seksuelle forhold uden for ægteskab, modstand mod homoseksualitet og forventningen om kvinders seksuelle afholdenhed.

### LGBTQ+ Aktivister
Denne gruppe kritiserer kristendommens rolle i at marginalisere og diskriminere LGBTQ+ personer. Den arbejder for at fremme ligestilling og bekæmpe religiøst baseret diskrimination samt fremme en inkluderende og respektfuld tilgang til alle seksuelle og kønsmæssige identiteter.
Der er flere bøger, hvor LGBTQ+ aktivister og forfattere kritiserer kristendommens rolle i at marginalisere og diskriminere LGBTQ+ personer, og hvor de samtidig fremmer en inkluderende og respektfuld tilgang til alle seksuelle og kønsmæssige identiteter.

### Nihilisme
Nihilistiske bevægelser afviser ofte traditionelle værdier og trosretninger, herunder kristendommen. Nihilister mener, at livet er meningsløst, og at religiøse doktriner som kristendom kun tjener til at illusionere og kontrollere mennesker.

### Satanisme
Satanisme er et bredt begreb, der omfatter forskellige moderne filosofiske, religiøse og kulturelle bevægelser, som bruger Satan som central figur eller symbol. Selvom der er forskellige grene af satanisme, deler mange af dem en fælles kritik af kristendommen. Gennem deres skrifter og filosofier tilbyder disse bevægelser alternative veje til åndelig oplysning og personlig vækst uden kristendommens dogmatiske begrænsninger.